# Северна корона
Северна корона е малко северно съзвездие, най-ярките звезди в които оформят полукръгла дъга.